# BB84協定
BB84協定 是由 Charles Bennett and Gilles Brassard 在1984年時所發展出的一種量子密鑰分發方式。它也是第一個量子密碼學協定。 根據量子特性，如果想要鑑別的資訊處於雙態並非正交(見 不可克隆原理)且可身分驗證的公開古典通道者，只可能在付出干擾信號本身的代價後，才有可能被取得，因此這個協定是可證安全的。這個協定經常被作為一種安全地從一方傳遞到另外一方來作為一次性密碼本的方法。